# Johann Albert von Regel
Johann Albert von Regel en rus: Иоанн-Альберт Регель (12 desembre 1845, Zúric – 6 juliol 1908, Odessa) va ser un metge i botànic suís-rus. Era fill del botànic Eduard August von Regel (1815-1892).
Va estudiar medicina a Sant Petersburg, Göttingen, Viena i Dorpat, després va ser nomenat metge de districte a Kuldja, al Turquestan oriental rus. Entre 1877 i 1885, va dur a terme excursions botàniques al Turquestan i a la regió del Pamir de l'Àsia central. Les mostres d'aquests viatges van ser lliurats al Jardí Botànic de Sant Petersburg.
El 1891, el gènere Aregelia (sinònim: Nidularium, família: Bromeliaceae) va ser anomenat en el seu honor per Otto Kuntze.

## Publicacions
- Beitrag zur Geschichte des Schierlings und Wasserschierlings. - Moskau, 1877. Digitalisierte Ausgabe der Universitäts- und Landesbibliothek Düsseldorf.
- Reisen in Central-Asien, 1876-79. In: A. Petermann Mittheilungen aus Justus Perthes' Geographischer Anstalt; 25. Banda, 1879, S.376-384 und 408-417. [[Justus Perthes]], Gotha 1879
- Meine Expedition nach Turfan 1879. In: Dr. A. Petermann's Mittheilungen aus Justus Perthes' Geographischer Anstalt; 27. Band, 1881, S.380-394. Justus Perthes, Gotha 1881.